# Ago da sutura

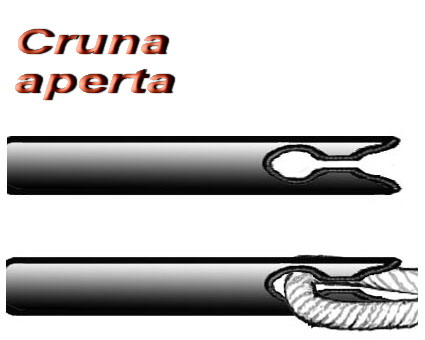
Ago retto con cruna aperta

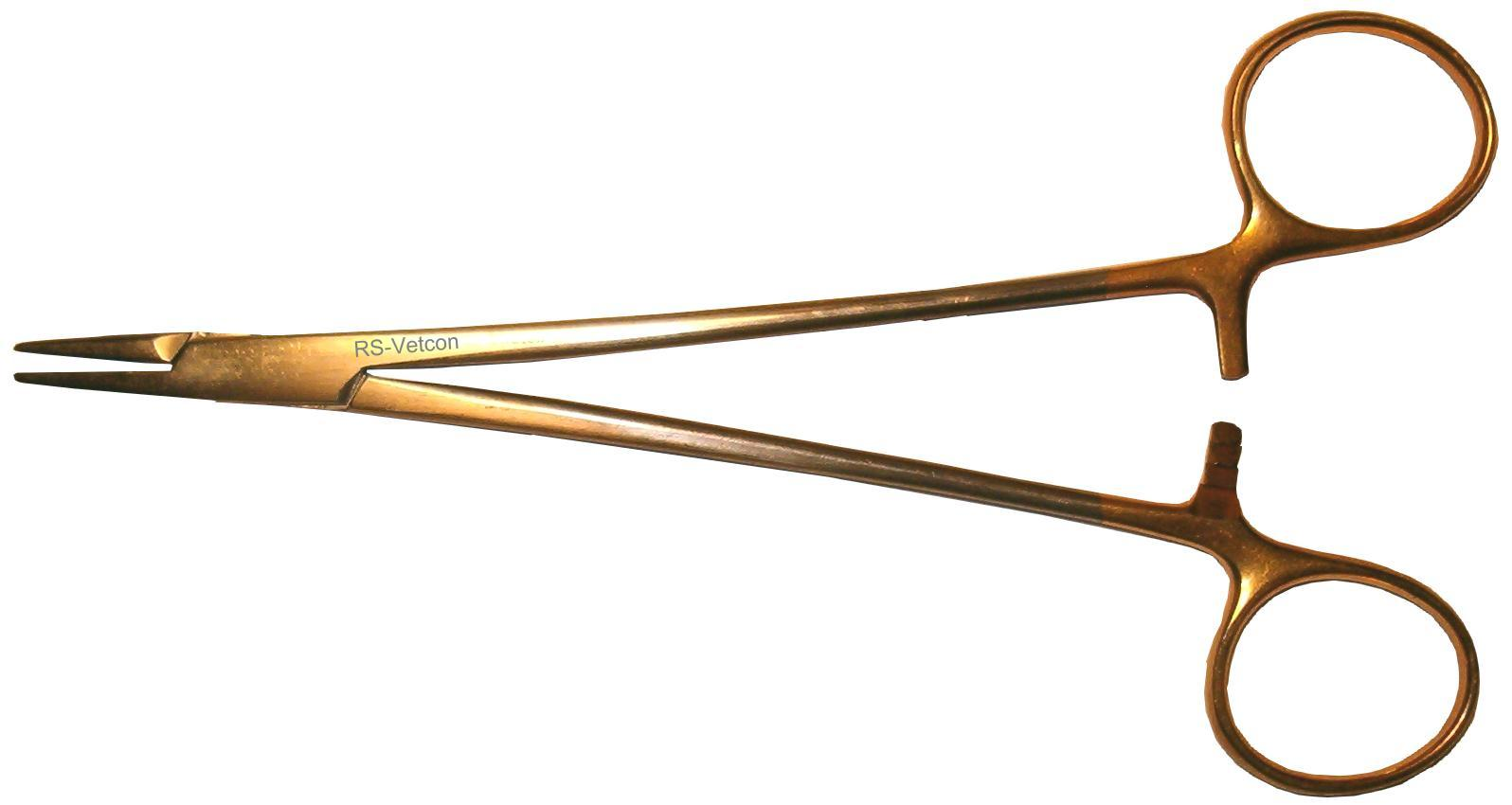
Porta-aghi di Mayo-Hegar

L'ago da sutura è uno strumento che serve alla sutura chirurgica dei tessuti biologici mediante l'utilizzo di un filo di sutura.
Fino alla metà del XX secolo erano utilizzati aghi di acciaio muniti di una cruna chiusa o semiaperta, nella quale veniva inserito un capo del filo, fornito in grossi rocchetti o in matasse. A partire dagli anni 1970 furono prodotti aghi di nuova concezione, detti atraumatici,  perché privi della cruna sostituita da un incavo nel quale alloggia un capo del filo.

## Utilizzo
Lo strumentista presente al tavolo operatorio, assecondando la volontà del chirurgo, sceglieva tra i numerosi aghi e fili a disposizione quelli richiesti quindi afferrava l'ago con una pinza speciale, il porta-aghi, e lo caricava facendo passare o scattare uno dei capi del filo nella sua cruna. Questo metodo presentava alcuni inconvenienti:
- richiedeva la sterilizzazione degli aghi prima di ogni intervento con conseguente progressiva usura e danneggiamento della punta e dei bordi taglienti
- comportava la perdita della matassa di filo non utilizzato
- risultava traumatico per i tessuti, e in particolar modo per quelli più delicati, a causa del rigonfiamento dovuto alla cruna e al filo a doppio inserito al suo interno responsabile di lacerazione nelle strutture attraversate.
- era laborioso e allungava i tempi dell'intervento

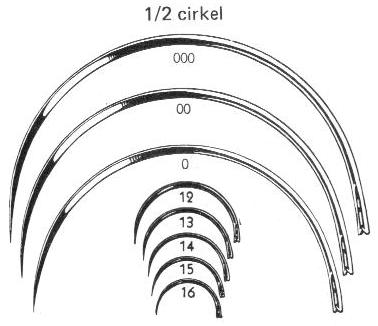
Aghi di varia grandezza

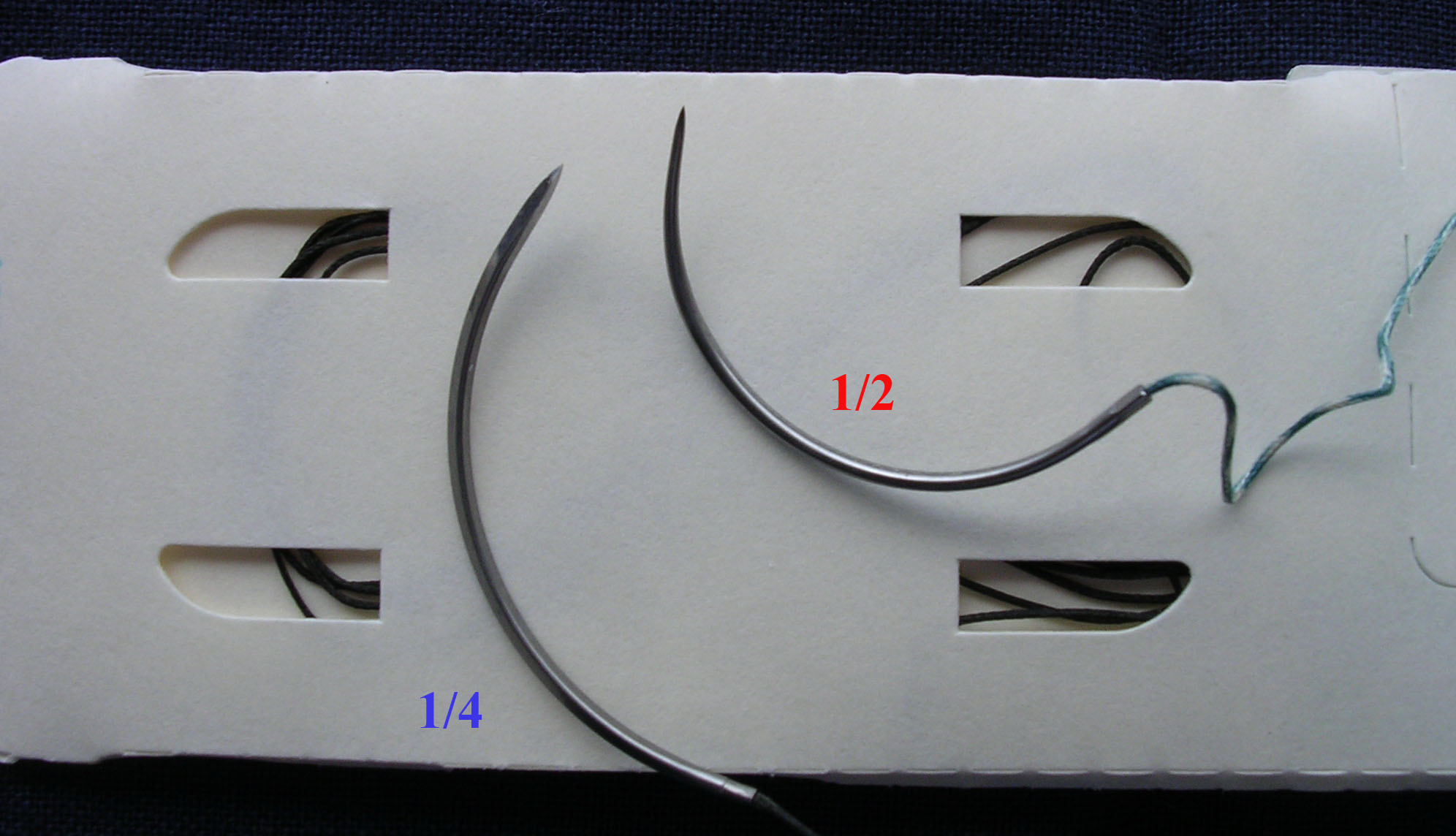
Aghi atraumatici di curvatura diversa con punta cilindrica e triangolare

Gli aghi atraumatici presentano migliorie rispetto ai precedenti in quanto:
- hanno lo stesso calibro del filo e quindi attraversando i tessuti non li lacerano
- sono prodotti in forme, diametri e calibri diversi in modo da potersi combinare con ogni tipo di filo così da soddisfare ogni esigenza
- sono disponibili, già sterilizzati, in pratiche e sicure confezioni monouso
- essendo ancorati al filo sono facilmente recuperabili e presentano rischi minori di essere smarriti
- l'impiego di acciai speciali permette un'affilatura ottimale e conferisce all'ago la rigidità indispensabile a penetrare i tessuti più resistenti, come la cute, ma anche la flessibilità necessaria ad impedire che si spezzino quando sottoposti a sforzi eccessivi.

## Forme e calibro
Gli aghi utilizzati in chirurgia possono avere forme diverse: retta, curva, semicurva.

Quelli curvi, a loro volta, possono avere gradi di curvatura diversi:
- 1/2
- 1/4
- 3/8
- 5/8

La loro sezione può essere cilindrica o triangolare e la loro punta può avere forma:
- smussa:  per l'utilizzo su alcuni parenchimi quale quello epatico o renale o splenico;
- cilindrica: da adoperare su intestino e vasi;
- lanceolata: per attraversare meglio i tessuti più resistenti quali la cute, la fascia, i legamenti;